# Blue Grass Airport

i7
i11
i13
Der Blue Grass Airport (IATA-Code: LEX, ICAO-Code: KLEX) ist der Verkehrsflughafen der amerikanischen Großstadt Lexington im Fayette County im US-Bundesstaat Kentucky. Der Flughafen beheimatet außerdem das Aviation Museum of Kentucky.

## Lage und Verkehrsanbindung
Der Blue Grass Airport liegt neun Kilometer westlich des Stadtzentrums von Lexington. Nördlich des Flughafens verläuft der U.S. Highway 60, östlich des Flughafens die Kentucky Route 1968. Außerdem gibt es drei Kilometer nordöstlich des Flughafens eine Anschlussstelle an der Kentucky Route 4, welche als Ringstraße um Lexington angelegt ist.
Der Blue Grass Airport wird durch Busse in den öffentlichen Personennahverkehr eingebunden, die Lextran Route 21 verbindet ihn regelmäßig mit dem Stadtzentrum.

## Geschichte
Das aktuelle Passagierterminal wurde am 22. April 1976 eröffnet. Im April 2007 wurde der Concourse B mit sechs neuen Flugsteigen eröffnet.

## Flughafenanlagen
Die Größe des Flughafengeländes beträgt 3,69 km², welches zwei Start- und Landebahnen und ein Passagierterminal beheimatet.

## Navigationshilfen
Der Tower (TWR) sendet und empfängt auf der Frequenz: 119.1 MHz.
Der Flughafen verfügt über verschiedene Navigationshilfen.
Das ungerichtetes Funkfeuer (NDB) sendet auf der Frequenz: 242 kHz mit der Kennung: LE.
Das Drehfunkfeuer (VOR) sendet auf Frequenz: 112.6 MHz mit der Kennung: HYK.

## Fluggesellschaften und Ziele
Der Blue Grass Airport wird von Allegiant Air, American Eagle, Delta Air Lines/Delta Connection und United Express genutzt. Der Marktanteil von Delta Air Lines einschließlich Delta Connection lag 2019 bei 43 Prozent, gefolgt von American Eagle mit 29 Prozent, Allegiant Air mit 16 Prozent und United Express mit 12 Prozent.
Vom Blue Grass Airport gibt es Direktflüge zu 18 Zielen in den Vereinigten Staaten, sämtliche Ziele liegen dabei östlich der Rocky Mountains. Es werden vor allem Drehkreuze der einzelnen Fluggesellschaften angeflogen.

## Verkehrszahlen
| Jahr | Fluggastaufkommen | Luftfracht (Tonnen) (mit Luftpost) | Flugbewegungen (mit Militär) | Kommerzielle Flugbewegungen |
| ---- | ----------------- | ---------------------------------- | ---------------------------- | --------------------------- |
| 2019 | 1.465.049         |                                    |                              | 24.714                      |
| 2018 | 1.361.030         |                                    |                              | 23.867                      |
| 2017 | 1.316.847         | 157                                | 72.302                       | 23.860                      |
| 2016 | 1.309.765         | 125                                | 69.364                       | 23.418                      |
| 2015 | 1.245.251         | 126                                | 69.485                       | -                           |
| 2014 | 1.209.327         | 126                                | 69.071                       | -                           |
| 2013 | 1.104.351         | 106                                | 64.718                       | -                           |
| 2012 | 1.100.801         | 97                                 | 66.934                       | -                           |
| 2011 | 1.091.478         | 78                                 | 67.577                       | -                           |
| 2010 | 1.104.558         | 75                                 | 69.591                       | -                           |
| 2009 | 925.588           | 124                                | 67.149                       | -                           |

### Verkehrsreichste Strecken
| Rang | Stadt                               | Passagiere | Fluggesellschaft |
| ---- | ----------------------------------- | ---------- | ---------------- |
| 01   | Atlanta, Georgia                    | 198.790    | Delta            |
| 02   | Chicago–O’Hare, Illinois            | 93.910     | American, United |
| 03   | Charlotte, North Carolina           | 77.880     | American         |
| 04   | Detroit, Michigan                   | 60.910     | Delta            |
| 05   | Dallas/Fort Worth, Texas            | 57.910     | American         |
| 06   | Orlando–Sanford, Florida            | 38.560     | Allegiant        |
| 07   | Punta Gorda, Florida                | 28.080     | Allegiant        |
| 08   | Philadelphia, Pennsylvania          | 27.280     | American         |
| 09   | Washington–Dulles, Washington, D.C. | 23.970     | United           |
| 10   | St. Petersburg, Florida             | 22.550     | Allegiant        |

## Zwischenfälle
Tödliche Zwischenfälle ereigneten sich:
- Am 5. Dezember 1987[10]

- Am 30. August 2002[11]

- Am 27. August 2006 verunglückte eine Canadair CRJ100ER auf dem Comair-Flug 5191 beim Start. Von den 50 Personen an Bord starben 49, nur ein Besatzungsmitglied überlebte.[12]